# Episodi di Sleepy Hollow (seconda stagione)
La seconda stagione della serie televisiva Sleepy Hollow, composta da 18 episodi, è stata trasmessa negli Stati Uniti per la prima volta dall'emittente Fox dal 22 settembre 2014 al 23 febbraio 2015.
In Italia, la stagione è andata in onda in prima visione sul canale satellitare Fox dal 18 novembre 2014 al 18 maggio 2015.
Gli antagonisti principali sono Moloch e Jeremy Crane.
| nº | Titolo originale         | Titolo italiano               | Prima TV USA      | Prima TV Italia  |
| -- | ------------------------ | ----------------------------- | ----------------- | ---------------- |
| 1  | This Is War              | Guerra aperta                 | 22 settembre 2014 | 18 novembre 2014 |
| 2  | The Kindred              | Il nuovo sceriffo             | 29 settembre 2014 | 18 novembre 2014 |
| 3  | Root of All Evil         | I denari di Giuda             | 6 ottobre 2014    | 25 novembre 2014 |
| 4  | Go Where I Send Thee...  | Tu mi seguirai                | 13 ottobre 2014   | 2 dicembre 2014  |
| 5  | The Weeping Lady         | La dama piangente             | 20 ottobre 2014   | 9 dicembre 2014  |
| 6  | And the Abyss Gazes Back | Scrutare negli abissi         | 27 ottobre 2014   | 16 dicembre 2014 |
| 7  | Deliverance              | La rinascita                  | 3 novembre 2014   | 23 dicembre 2014 |
| 8  | Heartless                | Desideri nascosti             | 10 novembre 2014  | 30 dicembre 2014 |
| 9  | Mama                     | Mamma                         | 17 novembre 2014  | 6 gennaio 2015   |
| 10 | Magnum Opus              | La Gorgone                    | 24 novembre 2014  | 13 gennaio 2015  |
| 11 | The Akeda                | Sacrificio estremo            | 1º dicembre 2014  | 20 gennaio 2015  |
| 12 | Paradise Lost            | Paradiso perduto              | 5 gennaio 2015    | 6 aprile 2015    |
| 13 | Pittura Infamante        | L'appeso                      | 19 gennaio 2015   | 13 aprile 2015   |
| 14 | Kali Yuga                | Kali Yuga                     | 26 gennaio 2015   | 20 aprile 2015   |
| 15 | Spellcaster              | L'incantesimo del viaggiatore | 2 febbraio 2015   | 27 aprile 2015   |
| 16 | What Lies Beneath        | Segreti nascosti              | 9 febbraio 2015   | 4 maggio 2015    |
| 17 | Awakening                | Il risveglio                  | 16 febbraio 2015  | 11 maggio 2015   |
| 18 | Tempus Fugit             | Tempus Fugit                  | 23 febbraio 2015  | 18 maggio 2015   |

## Guerra aperta
- Titolo originale: This Is War
- Diretto da: Ken Olin
- Scritto da: Mark Goffman

### Trama
Tradito da suo figlio, Ichabod giura di salvare Abbie, che rimane intrappolata in purgatorio. Nel frattempo, Henry rintraccia Jenny e usa i suoi poteri per consumare i suoi peccati, ottenendo una pista per una parte dell'album da disegno di Benjamin Franklin. Abbie incontra l'anima condannata di Andy, che la guida verso uno specchio magico che usa per avvertire Ichabod dei piani di Henry. Ichabod fugge dalla sua bara usando esplosivi improvvisati e aiuta Jenny a fuggire dagli scagnozzi di Henry. Decodificano un messaggio nascosto nell'album da disegno, che contiene la posizione di una chiave che può collegare il purgatorio e il mondo reale. Entrando nel regno di Moloch, Ichabod incontra un suo doppelgänger, che Abbie decapita. Fuggendo dal purgatorio, impediscono a Moloch di seguirli permettendo alla chiave di disintegrarsi naturalmente. Moloch contatta Henry e gli fornisce un'arma: un'armatura incantata che brandisce una spada fiammeggiante che solo lui può controllare.

## Il nuovo sceriffo
- Titolo originale: The Kindred
- Diretto da: Paul Edwards
- Scritto da: Mark Goffman e Albert Kim

### Trama
Ichabod e Abbie vengono a sapere del "Congiunto", un mostro in stile Frankenstein creato da Benjamin Franklin utilizzando i resti di soldati caduti, che alla fine abbandonò dopo non essere riuscito ad acquisire i mezzi necessari per dargli vita. Desideroso di salvare sua moglie, Ichabod convince Abbie ad aiutarlo ad acquisire la testa del Cavaliere. Abbie fa visita a Irving in prigione, apprendendo che la testa è conservata in una cassetta di sicurezza sicura. Fa anche in modo che venga trasferito al reparto psichiatrico in modo che possa assisterli più facilmente. Usando la testa, Ichabod fa rivivere il Congiunto e lo manda a distrarre Henry e il Cavaliere mentre incontra Katrina, che lo convince a lasciarla restare in modo che possa spiarli. Il Congiunto, nel frattempo, scompare misteriosamente dopo la battaglia e non può essere trovato. Jenny, essendo stata arrestata per possesso di armi illegali, rimane in custodia mentre Abbie lavora per convincere il nuovo sceriffo a rilasciarla. Fingendosi un avvocato, Henry fa visita a Irving e offre i suoi servizi. Mentre firma il contratto, Irving si taglia un dito e lo firma con il sangue.

## I denari di Giuda
- Titolo originale: Root of All Evil
- Diretto da: Jeffrey Hunt
- Scritto da: Melissa Blake e Donald Todd

### Trama
Durante la visita a Irving, Ichabod e Abbie scoprono che Henry, nella sua qualità di avvocato di Irving, ha vietato loro di vederlo. Jenny viene liberata dopo che Abbie convince lo sceriffo a ridurre la sua pena al servizio comunitario, e le due sorelle discutono sulla fiducia e sul loro passato complicato. Ichabod e Abbie scoprono che Henry ha portato una moneta maledetta che corrompe il suo proprietario (che è ciò che ha portato Benedict Arnold a rivoltarsi contro Washington) a Sleepy Hollow. Dopo diversi omicidi, la moneta viene presa in custodia dalla polizia, dove Henry la ruba e la dà a Jenny, spingendola a cercare la morte del nuovo sceriffo per vendetta nei confronti di sua madre (morta nello stesso manicomio dove Jenny era imprigionata). Abbie e Ichabod, con l'aiuto del vecchio amico di Jenny, Nick Hawley, riescono a dissuaderla e sigillano la moneta in un pezzo di vetro santificato. Infuriato, Henry torna nella casa della sua infanzia e brucia il letto dove è nato.

## Tu mi seguirai
- Titolo originale: Go Where I Send Thee
- Diretto da: Doug Aarniokoski
- Scritto da: Damian Kindler

### Trama
Quando Sarah Lancaster, 10 anni, viene rapita da un demoniaco pifferaio magico, Ichabod e Abbie scoprono un flauto d'osso nel bosco mentre cercano la ragazza, cosa che mette Abbie in trance quando Ichabod lo suona. Convincono Nick ad aiutarli a cercare la ragazza in cambio del flauto. Dopo averla rintracciata, Ichabod e Abbie la liberano dalla catena mentre Nick distrae il pifferaio e lancia cariche per rallentarlo. Quindi chiede il flauto, ma Abbie invece lo rompe. Irving cerca di annullare il suo contratto con Henry, ma scopre che quest'ultimo ora controlla la sua anima. Sarah viene restituita ai suoi genitori, ma sua madre successivamente cerca di sacrificarla al pifferaio per spezzare la maledizione della sua famiglia. Ichabod e Abbie si uniscono per distruggere il pifferaio e salvare Sarah. Nick vende inconsapevolmente il flauto rotto a Henry, che lo riduce in polvere per un rituale.

## La dama piangente
- Titolo originale: The Weeping Lady
- Diretto da: Larry Teng
- Scritto da: M. Raven Metzner

### Trama
Katrina attira i sospetti del Cavaliere quando si rivolge a Ichabod con una lettera portata da un uccello. Nel frattempo, Ichabod e Abbie indagano sulla morte di una donna che sembra essere annegata in casa sua. Ichabod identifica il colpevole come "La Dama Piangente", il fantasma di una donna annegata accidentalmente secoli prima. Dopo che la Signora attacca Abbie in una biblioteca e quasi la uccide, Ichabod si rende conto che in realtà è Mary Wells, che una volta era fidanzata con lui. Dopo aver scelto Katrina, lei gli ha inviato una lettera spiegando la sua decisione di tornare in Inghilterra. Sospettando che la prossima volta inseguirà Katrina, Ichabod e Abbie aiutano quest'ultima a eseguire un rituale per riportare Mary nell'aldilà . Katrina ammette di aver falsificato la lettera per coprire la morte di Mary, mettendo a dura prova la sua relazione con Ichabod. Nel frattempo, un Moloch arrabbiato informa Henry che deve portargli Katrina in modo che possa usare la sua magia per ripristinare il suo corpo fisico.

## Scrutare negli abissi
- Titolo originale: And the Abyss Gazes Back
- Diretto da: Doug Aarniokoski
- Scritto da: Heather V. Regnier

### Trama
Abbie scopre che il figlio di August Corbin, Joe, è tornato in città dopo essere stato congedato con onore dal servizio militare. Tuttavia, poiché la incolpa ancora per la morte di suo padre, si rifiuta di vederla. Mentre rispondono alle segnalazioni di forti rumori, scoprono Joe circondato da dozzine di cadaveri. Ichabod sospetta che Joe sia un wendigo, un mostro che si nutre di organi umani quando sente odore di sangue. Dopo averlo visto trasformarsi di nuovo, gli danno da mangiare per invertire la trasformazione. Henry rivela di aver lanciato una maledizione su Joe usando una lettera e che è disposto a scambiare la cura con il jincan, un potente veleno cinese con proprietà magiche. Joe obbedisce, ma Henry lo espone al sangue, trasformandolo di nuovo prima che Ichabod usi un incantesimo Shawnee per scacciare lo spirito del wendigo dal suo corpo. Irving scopre che l'unico modo per rompere il contratto è uccidere l'uomo responsabile della paralisi di Macey, cosa che quasi fa quando l'uomo non mostra rimorso. Tuttavia, si rende conto che l'omicidio farebbe parte del piano di Moloch e non può portare a termine l'atto. Henry visita Katrina e le somministra il Jincan sotto forma di ragno costringendola a mangiarlo.

## La rinascita
- Titolo originale: Deliverance
- Diretto da: Nick Copus
- Scritto da: Sam Chalsen e Nelson Greaves

### Trama
Katrina si ammala e incolpa Henry per averla avvelenata. Mettendo lui e il Cavaliere l'uno contro l'altro, lei scappa e crolla nel bosco, e alla fine viene portata in ospedale. Abbie e Ichabod riescono a estrarla prima che possano farlo gli uomini di Henry e studiano le sue condizioni. Si scopre che Henry è in combutta con l'Hellfire Club, una setta di adoratori di Moloch, e la "malattia" di Katrina risulta essere le prime fasi della gravidanza. Ichabod incolpa il Cavaliere, ma Katrina lo difende. Gli uomini di Henry fanno irruzione negli archivi e si ritirano in chiesa. Nonostante le azioni di Henry, Katrina rimane convinta che lui la salverà, poiché è ancora suo figlio. Ichabod affronta Henry al manicomio, apprendendo che il bambino è in realtà lo stesso Moloch. Dopo aver appreso che la luce concentrata dell'aurora boreale può esorcizzare Moloch, Ichabod e Abbie usano un prisma incantato rubato al Club per distruggere il veleno.

## Desideri nascosti
- Titolo originale: Heartless
- Diretto da: David Boyd
- Scritto da: Albert Kim

### Trama
Per raccogliere le anime necessarie a resuscitare Moloch, Henry evoca un succubo. Ichabod spiega che un succubo preda di coloro che desiderano l'amore, di solito uomini soli. Con l'aiuto di Katrina, impediscono al succubo di rubare l'anima di Nick, ma scappa. Katrina sperimenta strane visioni, che Ichabod crede siano gli effetti persistenti del veleno. Esplorandoli ulteriormente, Katrina scopre il piano di Henry. Viene a sapere anche che il succubo è in realtà Incordata, un demone che si nutre di lussuria per sostenere la perdita del suo cuore (separato dal suo corpo). Katrina e Abbie trovano e distruggono il cuore, permettendo a Ichabod e Nick di uccidere Incordata. Poiché ora ha una connessione spirituale con Moloch, Katrina convince Ichabod a lasciarla tornare da Henry, che ha già raccolto abbastanza anime per resuscitare Moloch da bambino.

## Mamma
- Titolo originale: Mama
- Diretto da: Wendey Stanzler
- Scritto da: Damian Kindler

### Trama
Abbie e Jenny indagano su diversi suicidi avvenuti al manicomio, il che fa riaffiorare ricordi dolorosi della morte della loro madre, Lori. Abbie cerca di convincere Irving ad aiutarla, ma lui rifiuta. Mentre esaminano i filmati di sicurezza, rimangono scioccati nello scoprire che lo spirito della madre visita ciascuna delle vittime prima della loro morte. Con l'aiuto di Nick, impediscono che si verifichi un altro suicidio, ma Abbie presto svanisce, lasciando Jenny con un messaggio segreto: "TPRJLMIL". Jenny usa il messaggio per trovare le sessioni registrate di Lori, durante le quali nomina Lambert, la sua infermiera violenta, come un angelo della morte. Le sorelle si riuniscono e tornano al manicomio in tempo per impedire a Lambert di uccidere Irving. Lambert quindi cerca di uccidere Abbie, prima che Jenny usi un incantesimo dal diario di Lori per distruggerla. Quindi evocano lo spirito di Lori, apprendendo che prima della sua morte ha scoperto un'arma che potrebbe sconfiggere Moloch. Dopo essersi salutati, se ne vanno, raggiunti da Irving.

## La Gorgone
- Titolo originale: Magnum Opus
- Diretto da: Doug Aarniokoski
- Scritto da: Donald Todd

### Trama
Cercando nel diario di Lori eventuali indizi sull'arma, Abbie e Ichabod scoprono un messaggio nascosto che si collega alla tradizione ebraica ; si racconta della "Spada di Matusalemme", che credono essere l'arma. Rendendosi conto della connessione tra Franklin's Join, or Die cartoon e i fiumi di Sleepy Hollow, tentano di rintracciare la spada. Henry invia il Cavaliere a fermarli, ma è costretto a ritirarsi all'alba. Ichabod e Abbie scoprono una tana sotterranea nascosta, piena di statue, una delle quali Abbie riconosce; Ichabod si rende conto che una gorgone custodisce la spada. Riescono a indurre il Cavaliere a uccidere la gorgone (poiché è immune alla sua maledizione), ma viene presto richiamato da Henry, segnalando l'inizio dell'Apocalisse. Ichabod e Abbie trovano la spada nascosta dall'olio e riescono a ottenerla appiccando un fuoco. Altrove, Henry e il Cavaliere si preparano ad accogliere l'arrivo di Moloch.

## Sacrificio estremo
- Titolo originale: The Akeda
- Diretto da: Dwight Little
- Scritto da: Mark Goffman

### Trama
Ichabod e Abbie si recano al maniero di Henry, dove trovano il Cavaliere che usa un incantesimo per legare Katrina a sé. Ichabod lo affronta e lo sconfigge, ma non è in grado di finirlo a causa della Spada che richiede la sua anima per togliere una vita. Dato che Irving è l'unico membro del gruppo senza anima, Jenny gli affida il compito di brandire la lama. Moloch inizia a bruciare i quattro alberi che impediscono all'Inferno di fondersi con il mondo reale, evocando un esercito di demoni al suo servizio. Abbie è gravemente ferita, mentre Irving si sacrifica per distruggere il Cavaliere della Guerra. Abbie giura di vendicarlo, mentre Moloch ordina a Henry di recuperare la spada a tutti i costi. Anche senza la sua armatura, vince l'intero gruppo e afferra la spada. Moloch gli ordina di uccidere Katrina, ma lui invece si sacrifica per distruggere la prima.

## Paradiso perduto
- Titolo originale: Paradise Lost
- Diretto da: Russell Fine
- Scritto da: M. Raven Metzner

### Trama
Due mesi dopo la sconfitta di Moloch, Ichabod e Abbie continuano a indagare su eventi soprannaturali. Mentre indagano sui raccolti rovinati, incontrano un angelo di nome Orion, che è stato liberato dal purgatorio dopo essere rimasto intrappolato lì per 200 anni durante una battaglia con il Cavaliere della Morte. Mentre si offre di distruggere definitivamente il Cavaliere Senza Testa, Abbie lo vede come la soluzione al loro problema più grande, tuttavia, Katrina, che desidera separare il Cavaliere da Abraham, lo avverte del loro piano. Con l'aiuto di Nick, Abbie e Orion individuano il Cavaliere, durante il quale Orion rivela le sue intenzioni di rubare il potere della Morte per gli angeli. Ichabod interferisce e rompe la sua spada con l'ascia del Cavaliere, allontanandolo. Katrina convince Abraham a rinunciare alla sua vendetta contro Ichabod in modo che possa renderlo di nuovo umano.

## L'appeso
- Titolo originale: Pittura Infamante
- Diretto da: John Leonetti
- Scritto da: Melissa Blake

### Trama
Ichabod e Katrina tentano di riconciliare il loro matrimonio, ma devono affrontare un'indagine per omicidio quando il corpo di un restauratore d'arte viene trovato nella posizione dell'Appeso. Katrina ricorda la sua amica Abigail Adams che parlava di omicidi simili avvenuti nel 1781 e di come fossero rimasti irrisolti nonostante i suoi migliori sforzi. Scoprono che l'assassino è un uomo chiamato James Colby, un artista e serial killer che è stato fermato solo quando Abigail ha usato se stessa come esca per imprigionarlo nel suo ultimo dipinto incompiuto. Ichabod e Katrina entrano nel dipinto e liberano l'uomo scomparso, ma danno anche a Colby un'apertura per completare il suo dipinto e scappare. Abbie distrugge il dipinto, cancellando l'anima di Colby dall'esistenza. Irving viene misteriosamente resuscitato senza i suoi ricordi, che inizialmente cercano di nascondere alla sua famiglia. Abbie, tuttavia, alla fine rivela la verità a sua moglie.

## Kali Yuga
- Titolo originale: Kali Yuga
- Diretto da: Doug Aarniokoski
- Scritto da: Heather V. Regnier

### Trama
Carmilla Pines, spietata cacciatrice di tesori e madre adottiva di Nick, arriva in città con una storia terribile: un culto indù l'ha catturata e ha utilizzato un rituale per trasformarla in una vetala, un essere soprannaturale pericolosa. Facendo appello alla sua empatia, gli chiede di aiutarla a invertire il rituale usando una statua incantata di Kali che una volta apparteneva a Henry Knox. Tuttavia, rivela presto che la statua ha anche il potere di creare più vetala e cerca di trasformare Nick in uno di essi. Dopo che Ichabod, Abbie e Jenny l'hanno cacciata, Nick lascia la città per poterla trovare e distruggere. Nel frattempo, una corte d'appello assolve Irving da tutte le accuse, ma non è chiaro come potrà riprendere una vita normale.

## L'incantesimo del viaggiatore
- Titolo originale: Spellcaster
- Diretto da: Paul Edwards
- Scritto da: Albert Kim

### Trama
Ichabod e Abbie scoprono che Solomon Kant, un potente stregone che ha supervisionato i processi alle streghe di Salem, è fuggito dal purgatorio e ha rubato il Grande Grimorio, un antico e potente libro di incantesimi. Katrina rivela che l'odio di Kant per le streghe deriva da una storia d'amore fallita con una di loro e che lei e la sua congrega sono state in grado di bandirlo usando il loro potere combinato. Affrontano Kent, ma lui li sopraffà e fugge. Katrina lascia inaspettatamente il caso a Ichabod e Abbie, costringendoli a rivolgersi a Irving. Ichabod e Abbie scoprono che Kant ha bisogno del Grande Grimorio per compiere l'incantesimo del Viaggiatore, un sortilegio che gli permetterà di viaggiare indietro nel tempo e cambiare il passato. Usando l'elettricità (poiché gli stregoni sono deboli agli elementi), lo indeboliscono, ma riesce a scappare ancora una volta. Durante una successiva caccia all'uomo, Irving trova l'uomo e lo uccide, prima di dare il Grimorio a Henry. Katrina diventa sempre più ossessionata dalla magia nera , che ha visto usare dallo stregone in precedenza.

## Segreti nascosti
- Titolo originale: What Lies Beneath
- Diretto da: Dwight Little
- Scritto da: Damian Kindler e Phillip Iscove

### Trama
Ichabod e Abbie indagano sulla scomparsa di tre lavoratori della città e scoprono che sono stati rapiti dai Rattori, entità demoniache immortali evocate da Thomas Jefferson per custodire il suo caveau segreto, la Fenestella (dal nome dello storico romano). Dopo che un'avventura iniziale nelle fogne fallisce, i due decidono di acquisire più potenza di fuoco prima di tornare. Nel frattempo, Irving e Jenny irrompono nel deposito delle prove dello sceriffo, dove Irving prende gli oggetti recuperati dall'Hellfire Club. Quando confrontato, rivela che Henry lo controlla ancora e che ha lavorato a un piano per sconfiggerlo. Raggiungendo la Fenestella, Ichabod e Abbie incontrano una registrazione olografica di Thomas Jefferson, che rivela che la Fenestella è stata costruita per aiutare i Testimoni. Tuttavia, decidono di sacrificarlo per salvare gli uomini. Ichabod convince Jefferson a distruggere la fonte di energia che alimenta la Fenestella, facendo svanire Jefferson e i Rattori. Nel frattempo, Henry appare a Katrina in sogno, ma Katrina si chiede se sia realmente accaduto.

## Il risveglio
- Titolo originale: Awakening
- Diretto da: Doug Aarniokoski
- Scritto da: M. Raven Metzner

### Trama
Henry tenta di utilizzare una copia della Liberty Bell per cercare l'incantesimo del Risveglio, per risvegliare i poteri latenti di tutte le streghe di Sleepy Hollow. Non avendo abbastanza potere, chiede a Katrina di finire il rituale. Ichabod e Abbie lo fermano, ma Henry viene ucciso nel processo. Infuriata per il "tradimento" di Ichabod, Katrina utilizza l'incantesimo del Viaggiatore per tornare indietro nel tempo e impedire la sua resurrezione. Abbie la segue fino al 1781, dove Katrina ha assunto il controllo di se stessa del passato. Abbie viene presto arrestata dai soldati che la scambiano per una schiava fuggitiva, e successivamente chiede di parlare con il loro superiore, il capitano Ichabod Crane.

## Tempus Fugit
- Titolo originale: Tempus Fugit
- Diretto da: Paul Edwards
- Scritto da: Mark Goffman

### Trama
Abbie convince Crane a fidarsi di lei rivelando i dettagli delle loro vite future, incluso l'incontro di Crane con il Cavaliere Senza Testa. Poiché Ichabod non è stato ucciso dal Cavaliere a causa della visita ad Abbie, i due chiedono aiuto al suo mentore, Benjamin Franklin. Katrina manipola il Cavaliere affinché li insegua e Franklin viene decapitato. Crane si convince che Abbie sia una spia, ma lei gli mostra una registrazione che ha fatto sul suo telefono, cosa che ripristina la sua fiducia in lei. Poi incontrano Grace Dixon, l'antenata di Abbie, anche lei una potente strega. Spiegando che il loro viaggio è lungi dall'essere completo, Grace inverte l'incantesimo riportandolo al momento esatto della scomparsa di Abbie e Katrina. Crane accoltella a morte Katrina quando cerca di uccidere Abbie per vendetta. Jenny arriva con Irving, che è stato liberato dal suo contratto. Abbie li informa che la battaglia per il destino del mondo non è ancora finita.